# Kantaxantin

Strukturformel.

Kantaxantin är en karotenoid som används som livsmedelsfärgämne. Kantaxantin har en röd färg och kan bildas i kroppen eller genom syntetisk väg. E-numret är E 161g.